# Carduus orthocephalus
Carduus orthocephalus là một loài thực vật có hoa trong họ Cúc. Loài này được Wallr. mô tả khoa học đầu tiên năm 1840.